# Polle (Nedersaksen)
Polle is een dorp en een gelijknamige gemeente in de Duitse deelstaat Nedersaksen. De gemeente maakt deel uit van de Samtgemeinde Bodenwerder-Polle in het Landkreis Holzminden. Polle telt 1.134 inwoners. Polle ligt aan de westelijke (linker) oever van de Wezer in het Weserbergland. 
Polle ligt aan de Bundesstraße 83. Het ligt in een dal dat toegang biedt tot dat van de Wezer. 
Polle heeft de status van vlek; wanneer de hieraan verbonden privileges zijn verleend, en of deze marktrecht, recht van het exploiteren van een pontveer of iets anders inhielden, is niet bekend. Men wordt op alle relevante websites verwezen naar boeken hierover, die in het museum van de burcht Polle te koop zijn.
Een belangrijk monument is de burcht Polle (kop), waar het dorp omheen gegroeid is.
Het is  een ruïne van het kasteel van de graven van Everstein dat tijdens een burgeroorlog in de streek (Eversteinse Erfopvolgingstwisten, 1405-1409, gewonnen door het Hertogdom Brunswijk-Lüneburg en zijn bondgenoten tegen het Vorstendom Lippe) al werd verwoest, daarna hersteld, en tijdens de Dertigjarige Oorlog eerst in 1623 door troepen van Tilly en daarna in 1641 door Zweedse troepen verwoest is. Een gedeelte werd in 1656 weer opgebouwd, maar aan het eind van de Tweede Wereldoorlog verwoest. In de 1980er jaren en in 2007 is archeologisch onderzoek naar de toestand van het kasteel in de middeleeuwen gedaan. Een aantal interessante vondsten van dit onderzoek bevinden zich in de collectie van het streekmuseum in het burchtruïnecomplex.
In de Tweede Wereldoorlog was in Polle en het ertegenover liggende Heidbrink een aantal kleine werkkampen voor o.a. Franse  krijgsgevangenen en dwangarbeiders gevestigd. Van plm. 6 tot 9  april 1945 was Polle het laatste bruggenhoofd aan de westzijde van de Wezer, dat nog niet door de geallieerden was veroverd. De Duitse troepen, onder wie SS-tankbrigades, verdedigden het dorp en het op een heuvel gelegen kasteel fanatiek. Er waren dagen van zware bombardementen ( o.a. met ver dragende artillerie vanaf de hemelsbreed ongeveer 10 km zuidwestwaarts gelegen, bijna 500 m hoge Köterberg) voor nodig (de restanten van het kasteel gingen hierbij verloren), alsmede huis-aan-huisgevechten in het dorp, voor de Amerikaanse troepen Polle hadden genomen. Bij de gevechten zijn circa 80 à 100 doden gevallen, merendeels Amerikaanse militairen.
Van 1973 tot aan de opneming in de huidige Samtgemeinde Bodenwerder-Polle, begin 2010, bestond de Samtgemeinde Polle, die naast Polle de volgende dorpen omvatte:
- Brevörde (met Grave), Heinsen, Ottenstein (Nedersaksen) (met Lichtenhagen en Glesse), en ten slotte Vahlbruch (met Meiborssen).

De ruïne ligt op een bergkegel en vanuit de bergfried (ronde toren) is er uitzicht over het Wezerdal. In de late 19e eeuw is de gewoonte ontstaan het sprookje van Aschenbrödel of Aschenputtel  (Assepoester) hier te situeren. In de zomer worden dan ook af en toe, met name op de binnenplaats van de kasteelruïne, toneelopvoeringen van dit bekende sprookje opgevoerd. Polle is, mede hierdoor, een haltepunt langs de toeristische autoroute Deutsche Märchenstraße geworden. Ook in het museum, dat zich op het terrein van de kasteelruïne bevindt, is aandacht voor het sprookje van Assepoester. 
Aan de voet van de bergkegel van de ruïne vaart een gierpont over de Wezer naar het gehucht Heidbrink. Daar liggen ook enkele hotels. 

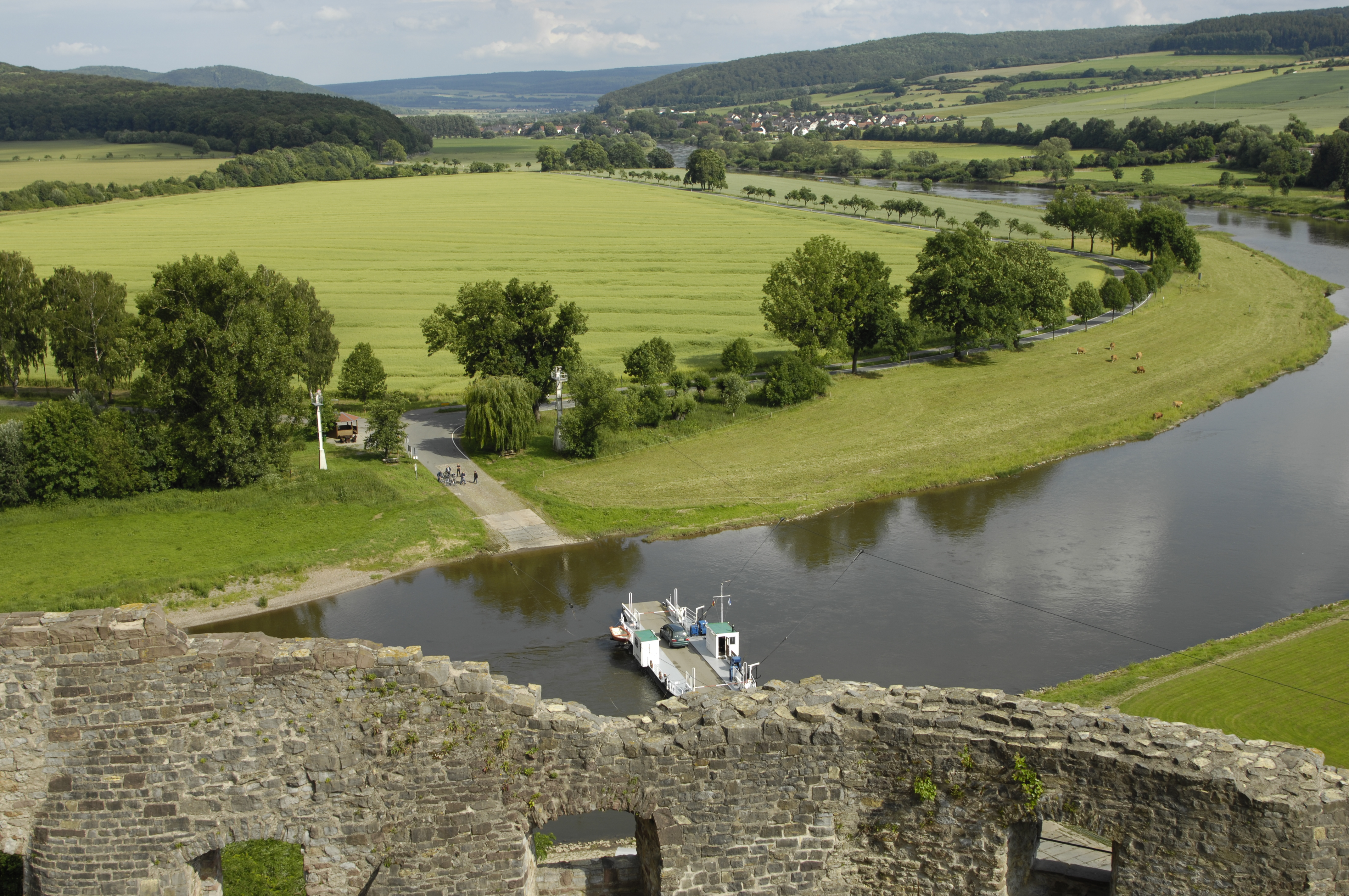
Uitzicht vanaf de burcht Polle over de Wezer richting Heinsen, met de gierpont
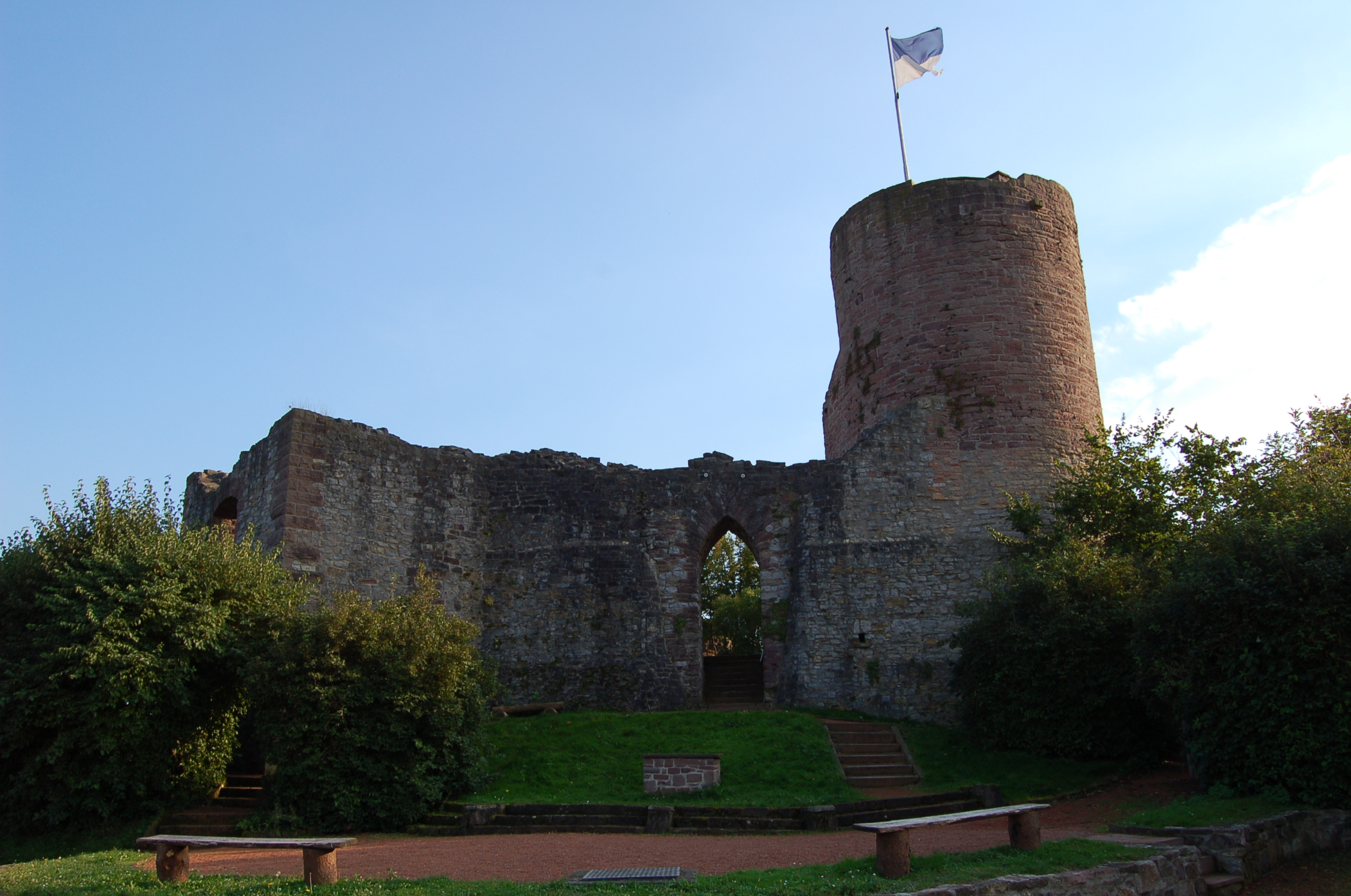
De burcht Polle
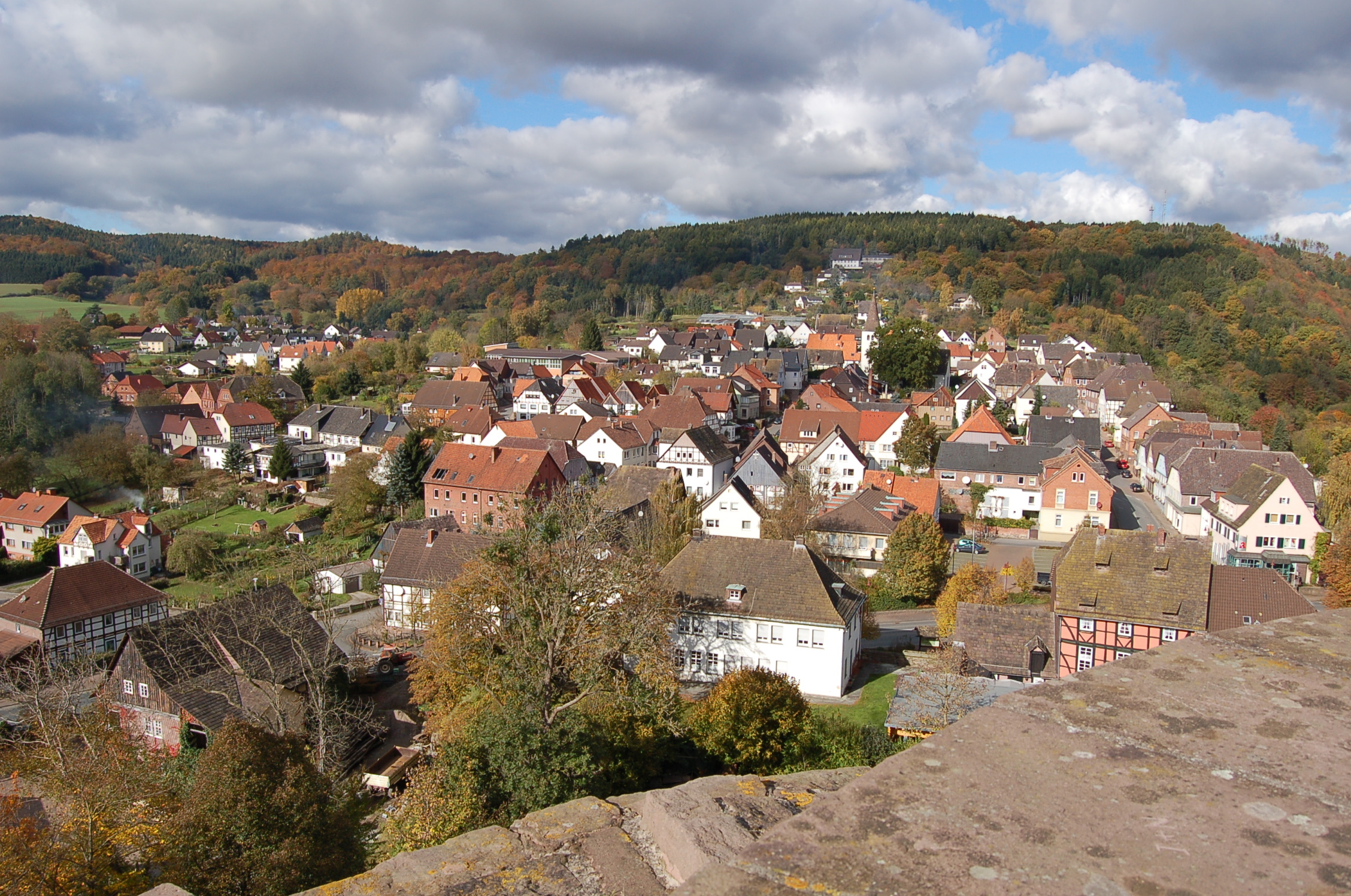
Uitzicht vanaf de burcht op het dorp Polle
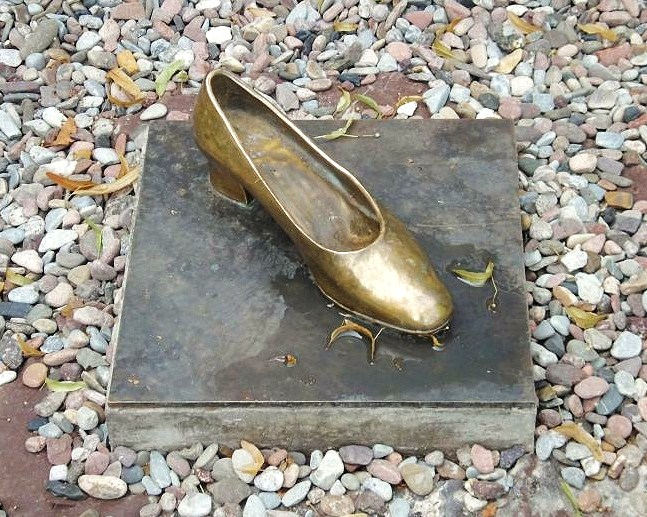
Het door Assepoester achtergelaten gouden schoentje, bij de kasteelruïne

- Gemeinsame Normdatei: 4131893-6
- Virtual International Authority File: 247230542

Arholzen · 
Bevern · 
Bodenwerder · 
Boffzen · 
Brevörde · 
Deensen · 
Delligsen · 
Derental · 
Dielmissen · 
Eimen · 
Eschershausen · 
Fürstenberg · 
Golmbach · 
Halle · 
Hehlen · 
Heinade · 
Heinsen · 
Heyen · 
Holenberg · 
Holzen · 
Holzminden · 
Kirchbrak · 
Lauenförde · 
Lenne · 
Lüerdissen · 
Negenborn · 
Ottenstein · 
Pegestorf · 
Polle · 
Stadtoldendorf · 
Vahlbruch · 
Wangelnstedt